# Photo Finish Records
Pour les articles homonymes, voir Photo-finish (homonymie).
Photo Finish Records est un label indépendant situé à New York, NY. Le label a été lancé en 2006 par l'agent de réservation Matt Galle.  Photo Finish est connu pour son répertoire d'artistes diversifiés comme des groupes punk, d'indie rock et des artistes de genre hip hop.
La première sortie du label eut lieu en Novembre 2006 quand ils décidèrent de produire le premier EP de cinq chanson d'Envy On The Coast. Peu après, le groupe Danger Radio décida de signer, et dévoilèrent plus tard leur premier EP et album. Photo Finish vu un énorme succès auprès de leur prochaine signature, le groupe 3OH!3.  Le premier album du groupe WANT débuta à la 88e puis se déplaça à la 44e place du Billboard Top 200 Chart. Leur hit Don't Trust Me grimpa à la première place du Top 40 Charts et finit par vendre plus de 2,5 millions de titres numériques.  WANT demeure l'album du label ayant reçu le plus de succès à ce jour.
L'album Avalon d'Anthony Green demeure être l'album du label ayant le plus réussi car lors de sa première semaine de sorti en Août 2008, il se plaça à la 44e place des Billboard Charts.

## Artistes

### Artistes actuels
- 3OH!3
- Anthony Green
- New Medicine
- The Downtown Fiction
- I Fight Dragons
- Rival Schools

### Anciens artistes
- Danger Radio
- Envy on the Coast
- Fighting with Wire
- Hit the Lights

## Discographie

### Albums Studio
| Année | Détails sur l'album                                                                                             | Chart positions | Chart positions | Chart positions |
| Année | Détails sur l'album                                                                                             | US              | AUS             | CAN             |
| ----- | --- | --------------- | --------------- | --------------- |
| 2011  | Let's Be Animals - Artiste : The Downtown Fiction - Sortie : Printemps 2011 - Genre : Pop punk                  | —               | —               | —               |
| 2010  | Welcome to the Breakdown (EP) - Artiste : I Fight Dragons - Sortie : 30 novembre 2010 - Genre : Rock alternatif | —               | —               | —               |
| 2010  | Race You to the Bottom - Artiste : New Medicine - Sortie : 27 septembre 2010 - Genre : Hard rock                | 104             | —               | —               |
| 2009  | Live Session EP (iTunes Exclusive) - Artiste : 3OH!3 - Sortie : 11 août 2009 - Genre : Rock alternatif          | —               | —               | —               |
| 2009  | Off the Deep End - Artiste : The Friday Night Boys - Sortie : 9 juin 2009 - Genre : Pop punk                    | 198             | —               | —               |
| 2008  | That's What She Said EP - Artiste : The Friday Night Boys - Sortie : 14 octobre 2008 - Genre : Pop punk         | —               | —               | —               |
| 2008  | Avalon - Artiste : Anthony Green - Sortie : 5 août 2008 - Genre : Musique acoustique, rock alternatif           | 44              | —               | —               |
| 2008  | Want - Artiste : 3OH!3 - Sortie : 8 juillet 2008 - Genre : Electro hop, electronica, crunkcore                  | 44              | 4               | 47              |
| 2008  | Used and Abused - Artiste : Danger Radio - Sortie : 8 juillet 2008 - Genre : Power pop                          | 198             | —               | —               |
| 2007  | Punch Your Lights Out EP - Artiste : Danger Radio - Sortie : 5 novembre 2007 - Genre : Rock alternatif          | —               | —               | —               |
| 2007  | Lucy Gray - Artiste : Envy on the Coast - Sortie : 7 août 2007 - Genre : Rock alternatif                        | 11 Heatseakers  | —               | —               |
| 2006  | Envy on the Coast EP - Artiste : Envy on the Coast - Sortie : 7 novembre 2006 - Genre : Rock alternatif         | —               | —               | —               |

### Singles
| Année                                                                 | Artiste | Single                            | Meilleure position dans les classements | Meilleure position dans les classements | Meilleure position dans les classements | Meilleure position dans les classements | Meilleure position dans les classements | Meilleure position dans les classements | Meilleure position dans les classements | Meilleure position dans les classements | Meilleure position dans les classements | Certifications                | Album                            |
| Année                                                                 | Artiste | Single                            | US Hot 100                              | Billboard US Pop                        | CAN                                     | AUS                                     | FIN                                     | NZ                                      | UK                                      | IRE                                     | GER                                     | Certifications                | Album                            |
| --------------------------------------------------------------------- | ------- | --------------------------------- | --------------------------------------- | --------------------------------------- | --------------------------------------- | --------------------------------------- | --------------------------------------- | --------------------------------------- | --------------------------------------- | --------------------------------------- | --------------------------------------- | ----------------------------- | -------------------------------- |
| 2008                                                                  | 3OH!3   | Don't Trust Me                    | 7                                       | 1                                       | 6                                       | 3                                       | 5                                       | 8                                       | 21                                      | 17                                      | 95                                      | AUS : Platine US : 2× Platine | Want (incluant l’Édition Deluxe) |
| 2009                                                                  | 3OH!3   | Starstrukk (featuring Katy Perry) | 66                                      | 25                                      | 31                                      | 4                                       | —                                       | 16                                      | 3                                       | —                                       | —                                       | US : Or                       | Want (incluant l’Édition Deluxe) |
| « — » indique les singles qui n'ont pas de place dans les classements |         |                                   |                                         |                                         |                                         |                                         |                                         |                                         |                                         |                                         |                                         |                               | Want (incluant l’Édition Deluxe) |